# Le Pré-Saint-Gervais
Le Pré-Saint-Gervais là một xã ở tỉnh Seine-Saint-Denis, thuộc vùng Île-de-France ở miền bắc nước Pháp.